# 19630 Janebell
19630 Janebell (1999 RT33) là một tiểu hành tinh vành đai chính được phát hiện ngày 2 tháng 9 năm 1999 bởi G. Bell ở Farpoint Observatory.